# Fortezza
Fortezza (alemany Franzensfeste) és un municipi italià, dins de la província autònoma de Tirol del Sud. És un dels municipis del districte i vall de Wipptal. L'any 2007 tenia 892 habitants. Comprèn les fraccions de Pradisopra (Grasstein) i Mezzaselva (Mittewald). Limita amb els municipis de Freienfeld, Natz-Schabs, Mühlbach, Sarntal i Vahrn.

## Situació lingüística
| Pertinença lingüística (cens 2001) | 57,82% alemany |
| Pertinença lingüística (cens 2001) | 40,69% italià  |
| Pertinença lingüística (cens 2001) | 1,49% ladí     |

## Administració

Territori comunal

| Període | Identitat   | Partit |
| ------- | ----------- | ------ |
| 2004-   | Johann Wild | SVP    |